# Rupert Guinness
Pour les articles homonymes, voir Guinness (homonymie).
Rupert Edward Cecil Lee Guinness (29 mars 1874 - 14 septembre 1967) est un homme d'affaires, homme politique, rameur et philanthrope anglo-irlandais. Né à Londres, il est le fils aîné d'Edward Guinness, 1er comte d'Iveagh. Il est le vingtième chancelier de l'Université de Dublin de 1927 à 1963, succédant à son père qui est chancelier entre 1908 et 1927.

## Biographie

### Jeunesse
Il fait ses études au Collège d'Eton et au Trinity College de Cambridge. Il est lieutenant dans le 1er bataillon de volontaires de Londres et, en mars 1900, se porte volontaire pour le service actif en Afrique du Sud pendant la seconde guerre des Boers, où il sert avec le Irish Hospital Corps. Il est élu député unioniste de 1908 à 1910 pour la circonscription d'East End de Haggerston (précédemment tenue par les libéraux ) lors d'une élection partielle de 1908. Il perd le siège en 1910 et de 1912 à 1927 est député de Southend. Il est capitaine dans la Royal Naval Reserve et commandant du HMS President (London Division RNVR) de 1903 à 1920. En 1927, il succède à son père en tant que comte d'Iveagh et président de la brasserie familiale de Dublin et dirige pendant trente-cinq ans sa consolidation dans son pays et son expansion à l'étranger avec la création de brasseries à Londres, au Nigeria et en Malaisie.

### Aviron
Rupert Guinness commence à ramer à Eton; il remporte le School Sculls en 1892 et fait partie du Eton huit qui remporte le Ladies 'Challenge Plate à Henley Royal Regatta en 1893. À Cambridge, il rejoint le Third Trinity Boat Club mais, selon l'image de Vanity Fair, "a eu la malchance de développer une faiblesse de cœur, qui l'a empêché de sa place dans le Cambridge huit." 
Pendant ses études de premier cycle, il rejoint le Thames Rowing Club pour avoir une base à Londres pour s'entraîner avec Bill East, le champion anglais de la godille professionnelle de 1891 .
Aidé par le coaching de East, il devient un bon sculler, rejoint le Leander Club et remporte les Diamond Challenge Sculls à Henley en 1895 et 1896, ainsi que les Wingfield Sculls, pour le championnat amateur de godille de la Tamise et Grande-Bretagne, en 1896. Le bateau de godille dans lequel il l'a fait est maintenant suspendu au River &amp; Rowing Museum à Henley-on-Thames.
Il est président du Thames Rowing Club de 1911 jusqu'à sa mort et est également le premier président du Remenham Club, de 1914 à 1938 .

### Agriculteur
Agriculteur passionné, il transforme le domaine stérile et sablonneux d'Elveden dans le Suffolk en une ferme productive en labourant les grains des brasseurs pendant des décennies, créant ainsi de l'humus.
Il persuade son père de doter le Lister Institute for Preventive Medicine et siège au conseil d'administration; il s'intéresse à l'Institut de microbiologie Wright-Fleming. Rupert contribue à la création de la Tuberculin Tested Milk Producers Association, qui mène des recherches sur l'éradication des bovins infectés par la tuberculose, et joue un rôle déterminant dans la création de l'Institut national de recherche sur les produits laitiers, à Shinfield, Berkshire. En 1927, plusieurs des étudiants les plus compétents sont venus de l'Institut agricole de Chadacre, pour aider à la transformation du domaine d'Elveden et l'aider avec ses idées révolutionnaires. Chadacre ferme finalement ses portes en 1989, mais la fondation continue à ce jour, présidé par l'actuel Lord Iveagh. Ses revenus sont utilisés pour soutenir les travaux de recherche agricole.
Lord Iveagh réalise que la terre devait être rendue plus rentable et que du fumier serait nécessaire et par conséquent, en 1932, il commence à acheter des bovins laitiers, ne gardant que ceux qui passaient le test TB. En 1927, il y a 120 vaches, en 1962 il y a 715 plus 816 jeunes animaux. Lord et Lady Iveagh s'intéressent vivement à leurs troupeaux laitiers et préparent un «arbre généalogique», régulièrement mis à jour, pour chaque animal en leur possession.
Il fait don de généreuses sommes aux hôpitaux de Dublin et, en 1939, offre au gouvernement sa résidence à Dublin, Iveagh House (en) (80 St Stephen's Green), maintenant le ministère des Affaires étrangères, et donne les jardins à l'University College Dublin.
Pendant plusieurs années, la Commission des forêts convoite des parties d'Elveden Estate pour étendre la forêt de Thetford, mais le succès de Lord Iveagh avec l'agriculture amène un règlement en sa faveur en 1952.

### Guinness des records
C'est sous la direction de Rupert que le Livre Guinness des records commence. La brasserie est toujours à la recherche de bonnes idées promotionnelles pour porter le nom Guinness à l'attention du public. L'une de ces idées est née lorsque Sir Hugh Beaver, alors directeur général, participe à une chasse en 1951. Il s'engage dans une discussion sur le gibier à plumes le plus rapide d'Europe, le pluvier doré ou le tétras, et il se rend compte qu'un livre, publié par Guinness, qui fournissait des réponses à ce genre de question pourrait s'avérer populaire. L'idée de Sir Hugh devient réalité lorsque les jumeaux McWhirter, Norris et Ross, qui dirigent une agence d'enquête à Londres, sont chargés de compiler ce qui est devenu le livre Guinness des records. La première édition est publiée en 1955 et entre en tête des listes des best-sellers britanniques à Noël la même année. Depuis lors, Guinness World Records est devenu un nom familier et le livre s'est vendu à plus de 80 millions d'exemplaires dans 77 pays différents et 38 langues différentes. 
Rupert est fait Chevalier de la Jarretière (KG) en 1955.
Il prend sa retraite de la Guinness en 1962 au profit de son petit-fils, Lord Elveden et est élu FRS en mars 1964 à quatre-vingt-dix ans pour ses services à la science et à l'agriculture. Lord Iveagh est mort dans son sommeil chez lui à Woking, Surrey, le 14 septembre 1967.

## Famille
Il épouse Gwendolen Onslow, (fille de William Onslow, 4e comte d'Onslow) qui lui succède en tant que député de Southend-on-Sea. Ils ont cinq enfants:
- Richard Guinness (15 octobre 1906 - 17 octobre 1906)
- Honor Dorothy Mary Guinness (1909-2 novembre 1976), elle épouse Henry Channon (en) le 14 juillet 1933 et ils divorcent en 1945. Ils ont un fils. Elle se remarie avec Frantisek Svejdar le 19 novembre 1946.
  - Henry Paul Guinness Channon, baron Kelvedon (9 octobre 1935-27 janvier 2007), il épouse Ingrid Wyndham le 7 août 1963. Ils ont trois enfants.
- Arthur Guinness, vicomte Elveden (8 mai 1912 - 8 février 1945), il épouse Elizabeth Hare le 22 juillet 1936. Ils ont trois enfants, neuf petits-enfants et neuf arrière-petits-enfants:
  - Benjamin Guinness (3e comte d'Iveagh) (20 mai 1937 - 18 juin 1992), il épouse Miranda Smiley le 12 mars 1963 et ils divorcent en 1984. Ils ont quatre enfants et neuf petits-enfants:
    - Lady Emma Lavinia Guinness (7 décembre 1963), elle épouse James Barnard le 4 décembre 1995. Ils ont deux fils:
      - Benjamin Philip Barnard (23 octobre 1996)
      - Arthur James Barnard (8 mars 1998)

    - Louisa Jane Guinness (20 février 1967), elle épouse Rupert Uloth en 2001. Ils ont trois enfants:
      - Honorer Miranda Uloth (12 février 2001 - 31 juillet 2020)
      - Nonie Margaret Uloth (4 mars 2003)
      - Rufus Benjamin Uloth (22 mars 2005)

    - Edward Guinness (4e comte d'Iveagh) (10 août 1969), il épouse Clare Hazell le 27 octobre 2001. Ils ont un fils:
      - Arthur Benjamin Geoffrey Guinness, vicomte Elveden (6 janvier 2003)

    - Rory Michael Benjamin Guinness (12 décembre 1974), il épouse Mira Maini en 2006. Ils ont trois enfants:
      - Aoife Maya Theadora Guinness (8 mai 2006)
      - Beatrice Miranda Margareta Guinness (31 janvier 2008)
      - Aidan Tidu Benjamin Guinness (29 octobre 2013)

  - Elizabeth Maria Guinness (31 octobre 1939), elle épouse David Nugent le 28 septembre 1960 et ils divorcent en 1990. Ils ont quatre enfants. Elle s'est remariée avec Robert Mays-Smith le 7 février 1992
  - Henrietta Guinness (19 août 1942 - 3 mai 1978), elle épouse Luigi Marinori le 3 février 1978. Ils ont une fille:
    - Sara Marinori (1977)
- Patricia Florence Susan Guinness (3 mars 1918-14 mai 2001), elle épouse le 1er vicomte Boyd de Merton le 29 décembre 1938.
- Brigid Katherine Rachel Guinness (30 juillet 1920 - 8 mars 1995), elle épouse le prince Frédéric de Prusse le 30 juillet 1945. Ils ont cinq enfants, quinze petits-enfants et sept arrière-petits-enfants. Elle s'est remariée avec le major Anthony Patrick Ness le 3 juin 1967.